# Escultura del Antiguo Egipto

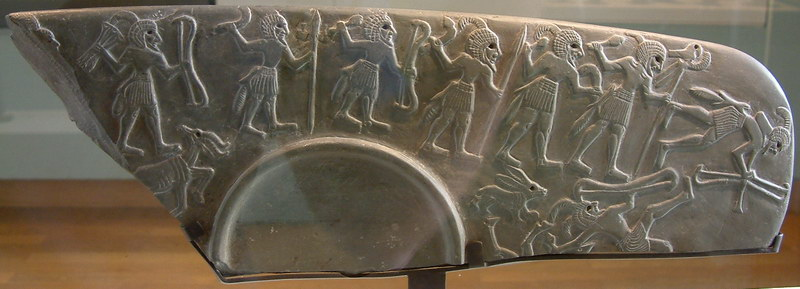
Periodo Predinástico. Paleta de los cazadores.

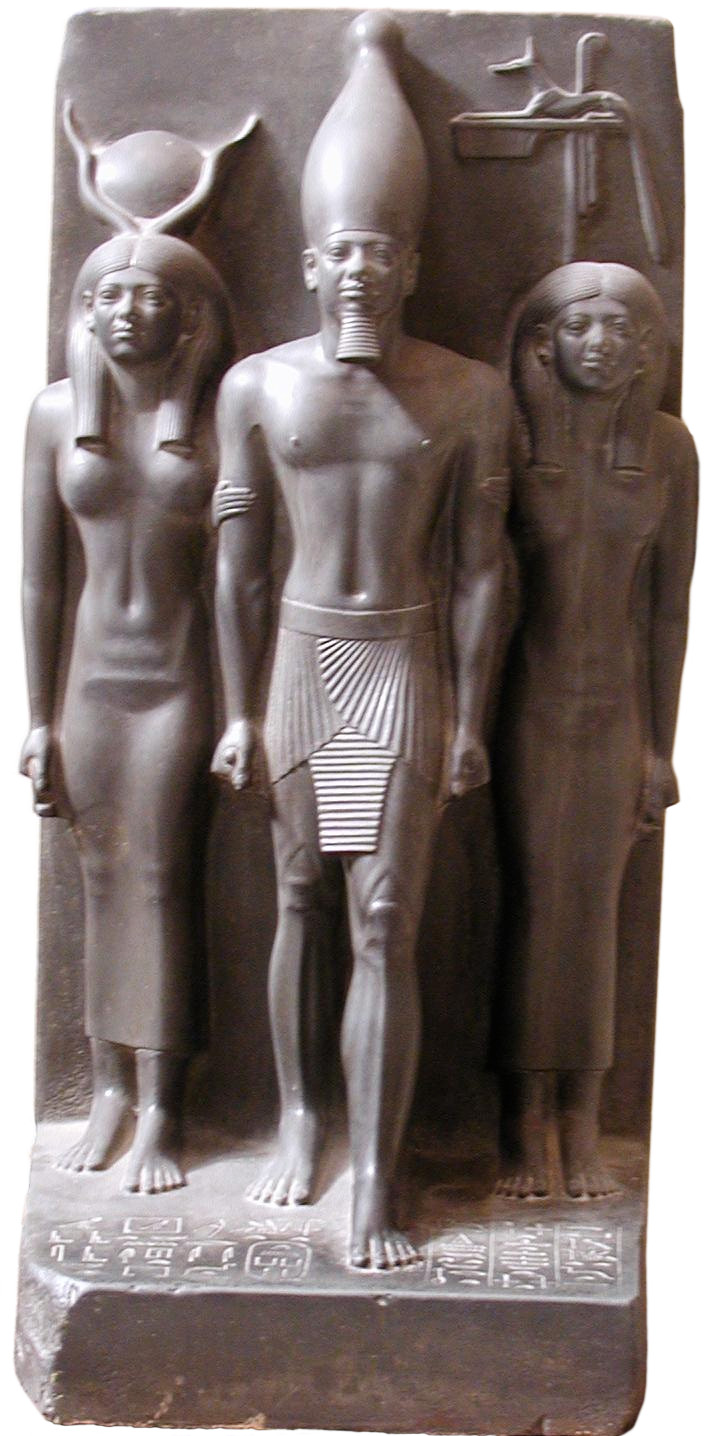
Imperio Antiguo. Menkaura.

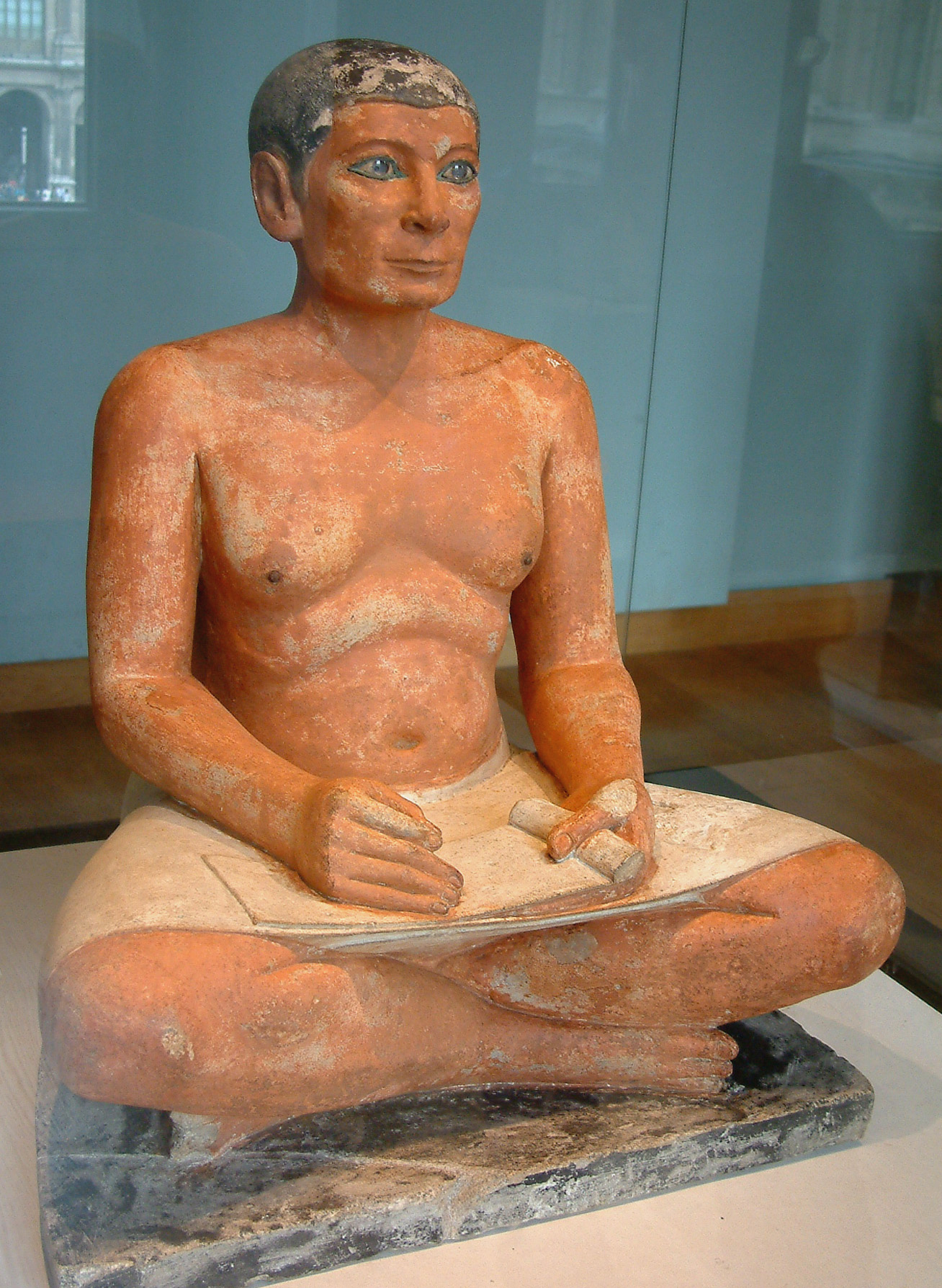
Imperio Antiguo. El escriba sentado.

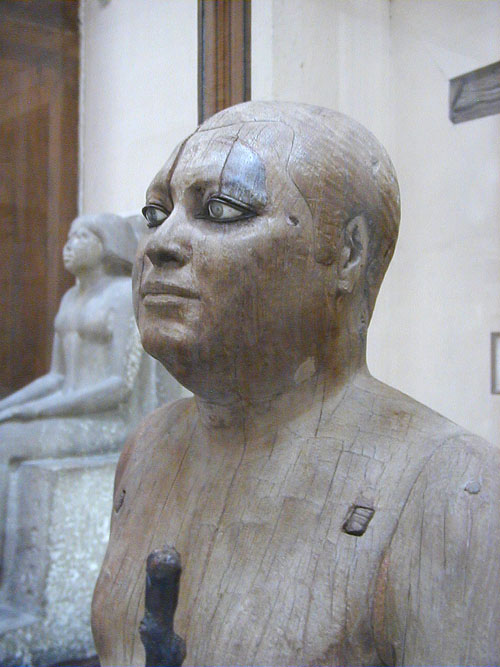
Kaaper, Cheik-El-Beled.

Imperio Medio.
Amenemhat III.

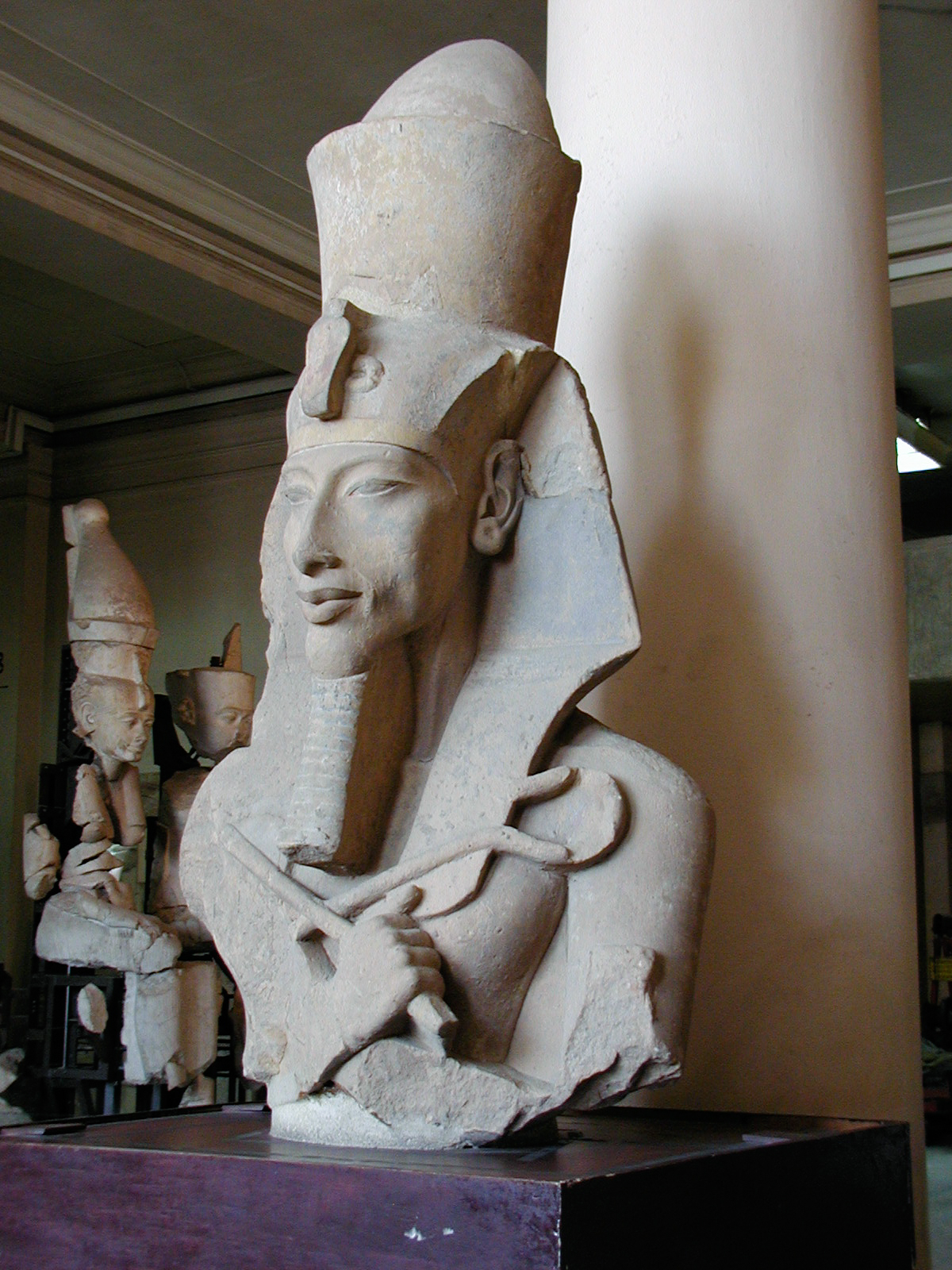
Imperio Nuevo. Akenatón.

Dinastía Ptolemaica.

La escultura del Antiguo Egipto se practicaba desde el periodo Predinástico, con admirable perfección en estatuaria y bajorrelieves, conservándose millares de objetos de una y otra clase elaborados en madera, marfil, bronce (a veces dorado y con incrustaciones de oro y plata), barro cocido y, sobre todo, en piedra que, para las estatuas, suele ser de gran dureza.
Los bajorrelieves egipcios se usan para inscripciones jeroglíficas, representaciones de dioses y faraones, de la vida doméstica, de faenas agrícolas o escenas de ultratumba y sobre todo para conmemorar las victorias de los faraones, Ya en las obras prehistóricas comienzan a insinuarse las características propias del arte Egipcio. 
Los bajorrelieves forman bandas paralelas y los personajes más importantes adquieren mayor tamaño. Durante la época menfita se desarrolla la estatuaria en relación con la arquitectura funeraria. Las estatuas dobles del difunto, que aseguraban su supervivencia, debían lograr un gran parecido. Para dar mayor veracidad las pintaban y esmaltaban los ojos. Sus características varían según el rango: el faraón, por ejemplo, adoptaba una actitud ritual hierática y solemne; muchos más libres y realista son las estatuas de particulares realizadas en madera o en piedra caliza pintada. La estatuaria del Imperio Nuevo creció con la arquitectura, que emprendió monumentales templos. 
Aparecen esfinges y estatuas colosales de carácter frontal (apreciables solo de frente) y simétrico, que se antepone a los pilones. Otra novedad son las estatuas- bloques, figuras en cuclillas envueltas en un manto y sosteniendo alguna divinidad o un objeto oculto. 
Las estatuas representan por lo general divinidades mitológicas, faraones, personajes importantes y a veces, personas sencillas ocupadas en quehaceres domésticos, en cámaras sepulcrales. Sus dimensiones varían considerablemente desde los grandes colosos de los templos de Abu Simbel que miden casi veinte metros hasta las minúsculas figurillas de tan solo algunos centímetros de longitud (generalmente, de barro cocido, barnizadas o esmaltadas). Los relieves estaban policromados con la técnica de pintura al temple. Se pueden contemplar en las vitrinas de diversos museos del mundo.
Se hallan con frecuencia en las tumbas egipcias de la época tebana unas estatuillas semejantes a momias que representan para el difunto el oficio de respondientes o ushebtis (así llamadas en el ritual funerario). Mientras que otras de mayores dimensiones y de aspecto natural que también se colocaban en las tumbas son auténticos retratos del difunto, los cuales, en opinión de los egipcios, servían de sostén al Ka, especie de doble espiritual que suponían sobrevivía al cuerpo del finado que sólo era la residencia del Ka. 
Suponían los egipcios, además, que el espíritu del difunto se hallaría muy conturbado y no podría lograr la resurrección si no se mantenía íntegra la momia o su estatua, de lo que proviene el procurar que ésta fuese un fiel retrato, idealizado en el caso de los faraones, y que las estatuas siempre se representen lo más compactas posibles ya que si sobresaliesen los miembros estos podrían desprenderse con el paso del tiempo y estas eran estatuas para la eternidad. También destaca el poblar las cámaras sepulcrales de estatuillas, pinturas y relieves que representasen variadas escenas de la vida doméstica, utensilios, rebaños, faenas agrícolas e industriales, alimentos, ejércitos, etc., para recreo del espíritu de la momia. 
Las pequeñas efigies de divinidades que se hallan en las sepulturas, desde el Imperio Medio, y se introducían hasta en los vendajes de las momias, se consideraban entes protectores que servían de conjuros o amuletos. Asimismo, algunas estatuillas de marfil que representan divinidades o animales sagrados como el escarabajo (Jepri), el ibis (Tot) y otras figurillas mitológicas, las cuales suelen llevar algún orificio que indica haber servido para collares y dijes suspendidos del cuello.
Las estatuas de los faraones se disponen siempre erguidas, con el tronco recto, los brazos pegados al cuerpo o apoyados sobre los muslos si estaban sentados. Cuando se expresa la acción de andar, casi siempre avanzan el pie izquierdo. 
Si la actitud de la estatua es la de sentada sobre el suelo (como ocurre tratándose de la representación de escribas), se cruzan o juntan las piernas y se añadía un papiro desplegado sobre ellas. 
En todo caso se representa a los egipcios sin barbas y a los extranjeros con ellas o con el tipo y costumbres del respectivo país de procedencia.

## Características generales
Las esculturas y bajorrelieves se ceñían a una serie de convencionalismos, cánones o normas que se mantuvieron invariables en casi todos los periodos durante tres mil años.
- Ley de la Frontalidad: Las figuras  que son concebidas para ser vistas de frente; son muy simétricas, como si se hubieran esculpido respecto de un eje central, siendo las dos partes muy semejantes.
- Jerarquía: Las figuras más importantes eran esculpidas más grandes y detalladas que las de los demás personajes, y mostraban actitudes hieráticas.
- Hieratismo: Con ausencia de expresividad y rigidez de actitudes, como signos de respeto y divinidad. Sólo en algunos periodos se acercó al naturalismo.

En los bajorrelieves, además:
- Canon de perfil: las figuras se representaban con el rostro, brazos y piernas de perfil, mientras que el tronco y el ojo estaban esculpidos de frente, con un elegante criterio estético que perduraba casi invariable.
- Ausencia de perspectiva: No había profundidad sino yuxtaposición de figuras que se encuentran en un mismo plano.
- Uso de colores planos: se utilizaron colores de tonos uniformes, con un código que respondía más a criterios simbólicos más que realistas.

En la época de Akenatón (Akenatón) hubo un cambio de cánones. Las figuras se representaron tal como eran realmente, sin idealizarlas y con una cierta tendencia a humanizarlas; aparecen con cabezas alargadas, gruesas y cortas piernas y estómagos abultados. También se aproximaban más al naturalismo muchas esculturas y representaciones grabadas en las tumbas de nobles y potentados de la época

## Períodos artísticos
Aunque todas las esculturas egipcias ofrecen un sello característico de su arte y cierta uniformidad de estilo, se diferencian unos grupos de otros, según el periodo de la historia a que pertenecen del siguiente modo:
- La escultura del Imperio Antiguo es hierática en las representaciones de dioses y faraones, pero en los cortesanos es de tendencia naturalista, y se distingue por la majestad y realismo que imprimen a la figura humana, copiando con bastante perfección las facciones del personaje y las escenas de su vida: se hallan en los templos y tumbas. Entre los mejores modelos destaca la estatua de madera de un personaje llamado Kaaper, coloquialmente cheik-el-beled (el alcalde del pueblo), que data de la dinastía V (siglo XXIV a. C). Otro ejemplo de escultura de este período es El escriba sentado.

- En el imperio Medio se sigue la tradición menfita pero con más realismo, dando a los faraones un aspecto apacible, alargando ligeramente las figuras.

- El imperio Nuevo es la época del engrandecimiento político del país y en él se multiplican las estatuas y se labran algunas de tamaño colosal, adosándolas a los templos, representando al faraón a quien se dedican. Todas llevan en su mano un rollo, un fragelo, o un cetro, etc. Asimismo, se introducen los dromos o avenidas procesionales con esfinges y se conmemoran las hazañas militares y los ritos religiosos en bajorrelieves tallados en los muros y pilonos de los templos. Las estatuas, sin embargo, pierden el carácter realista y vuelven a estar sujetas al canon, volviendo a adquirir la típica expresión hierática.

- El periodo Tardío (desde mediados del siglo VII a. C.) produjo una reacción extremadamente realista, alargando más las figuras y afinando y perfeccionando la técnica escultórica, a pesar de que el material preferido para ello, a veces, era el basalto y otras piedras de gran dureza. Se abandonó la talla de colosos desde esta época. Se poblaron de efigies los templos y aumentó la escultura en bronce. Pertenecen a la misma época la mayoría de los bronces mitológicos guardados en los museos.

- El influjo griego, ya presente en el periodo saíta, se intensificó en el periodo Helenístico de Egipto y la época de dominación romana dando más dulzura y corrección a las estatuas aunque no pocas siguieron esculpiéndose con la típica expresión hierática y otras, procedentes de la escuela neo-menfita, resultan frías y rígidas por copiarse unas a otras sin referencia directa del natural como en otros tiempos.

En todas las épocas se grabaron innumerables piedras preciosas para sellos, collares o amuletos, figurando en ellas principalmente los dioses y textos con jeroglíficos. Las más frecuentes son los escarabeos (escarabajos tallados con el caparazón en relieve y un texto jeroglífico grabado en la parte inferior). Los camafeos con figuras en relieve aparecen en la época Ptolemica y son todos helenísticos, sin duda, tallados en Alejandría.

## Enlaces extremos
- Wikimedia Commons alberga una categoría multimedia sobre Escultura del Antiguo Egipto.

- Datos: Q3476524
- Multimedia: Ancient Egyptian sculptures / Q3476524